# Dipartimento di Illéla
Il dipartimento di Illéla è un dipartimento del Niger facente parte della regione di Tahoua. Il capoluogo è Illéla.

## Geografia antropica
Il dipartimento di Illéla è suddiviso in 4 comuni:

### Comuni urbani
- Illéla (Niger)

### Comuni rurali
- Badaguichiri
- Bagaroua
- Tajae